# Frantz
Frantz ist ein deutscher Familienname.
In manchen Ländern kommt es auch als mehr oder weniger aussprachetreue Variante des deutschen Vornamens Franz vor.

## Herkunft und Bedeutung
Varianten, Herkunft und Bedeutung siehe Franz.

## Namensträger
- Adolf Frantz (1851–1908), deutscher Rechtswissenschaftler und Hochschullehrer
- Adrienne Frantz (* 1978), US-amerikanische Schauspielerin
- Albrecht Bernhard Frantz (1819–1888), deutscher Landrat und Politiker, MdR
- Alexander Frantz (1886–1962), deutscher Sternwartenbauer
- Alison Frantz (1903–1995), US-amerikanische Klassische und Byzantinische Archäologin sowie Fotografin
- Caspar Frantz (* 1980), deutscher Pianist
- Chris Frantz (* 1951), US-amerikanischer Musiker, siehe Talking Heads und Tina Weymouth
- Christiane Frantz (* 1970), deutsche Sozialwissenschaftlerin
- Constantin Frantz (1817–1891), deutscher Historiker
- Earnie Frantz, US-amerikanischer NFL-Schiedsrichter
- Erich Frantz (1842–1903), deutscher Kunsthistoriker
- Ferdinand Frantz (1906–1959), deutscher Sänger (Bassbariton)
- Frank Frantz (1872–1941), US-amerikanischer Politiker
- Georg Frantz (1899–nach 1965), deutscher Richter
- Jacques Frantz (1947–2021), französischer Schauspieler und Synchronsprecher
- Johann Frantz (Bibliothekar) (1859–1944), deutscher Bibliothekar
- Johann August Wilhelm Frantz (1769–1852), deutscher Beamter
- Johann Michael Frantz (1700–1761), deutscher Kartograf, siehe Johann Michael Franz (Geograph)
- Justus Frantz (* 1944), deutscher Pianist und Dirigent
- Martin Frantz (1679–1742), deutscher Architekt
- Mike Frantz (* 1986), deutscher Fußballspieler
- Nicolas Frantz (1899–1985), luxemburgischer Radrennfahrer
- Patricia Frantz Kery, US-amerikanische Journalistin, Galeristin und Sachbuchautorin
- Paul Frantz (Radsportler) (1915–1995), luxemburgischer Radrennfahrer und nationaler Meister im Radsport
- Paul Frantz (Fußballspieler) (1927–2016), französischer Fußballtrainer, -spieler und -funktionär sowie Pädagoge
- Scott Frantz (* 1960), US-amerikanischer Unternehmer und Politiker
- Tate Frantz (* 2005), US-amerikanischer Skispringer

### Vorname
- Frantz Fanon (1925–1961), französischer Schriftsteller und Entkolonisationstheoretiker
- Frantz Friderich (um 1520–1584), deutscher Medailleur, Holzschneider und Kupferstecher
- Frantz Funck-Brentano (1862–1947), französischer Schriftsteller, Historiker und Theaterautor
- Frantz Jehin-Prume (1839–1899), belgischer Violinist und Komponist
- Frantz Jourdain (1847–1935), französisch-belgischer Architekt, Schriftsteller und Kunstkritiker
- Frantz Kruger (* 1975), finnischer Diskuswerfer
- Frantz Reichel (1871–1932), französischer Sportler, Sportfunktionär und Journalist
- Frantz Vogt (1661–1736), deutscher lutherischer Theologe und Dichter
- Frantz Wittkamp (* 1943), deutscher Grafiker, Maler und Autor

## Film
- Frantz (Film), Melodram (2016)